# Het Gezantschap Der Neerlandtsche Oost-Indische Compagnie
Het gezantschap der Neêrlandtsche Oost-Indische Compagnie is een boek geschreven door Joan Nieuhof. Het werd in 1665 uitgegeven door de Amsterdamse uitgever en plaatsnijder Jacob van Meurs.

## Titel
De volledige titel van de Nederlandstalige publicatie luidt Het Gezandtschap der Neêrlandtsche Oost-Indische Compagnie, aan den grooten Tartarischen Cham, den tegenwoordigen Keizer van China: Waarin de gedenkwaerdigste Geschiedenissen, die onder het reizen door de Sineesche landtschappen, Quantung, Kiangsi, Nanking, Xantung en Peking, en aan het Keizerlijke Hof te Peking, sedert den jaren 1655 tot 1657 zijn voorgevallen, op het bondigste verhandelt worden. Beneffens een Naukeurige Beschrijvinge der Sineesche Steden, Dorpen, Regeering, Weetenschappen, Hantwerken, Zeden, Godsdiensten, Gebouwen, Drachten, Schepen, Bergen, Gewassen, Dieren, et cetera en oorlogen tegen de Tartar : verçiert men over de 150 afbeeltsels, na't leven in Sina getekent.

## Publicatiegeschiedenis
Het Gezantschap groeide uit tot "een enorm internationaal succes" en werd zodoende door Van Meurs in verscheidene edities en vertalingen gepubliceerd. Na de eerste uitgave in 1665, verschenen al snel een Franse, Duitse en Latijnse druk, in respectievelijk 1665, 1666 en 1668. Een Engelstalige druk werd in samenwerking met drukker John Ogilby in 1669 gerealiseerd onder de titel An embassy from the East-India Company of the United Provinces, to the Grand Tartar Cham, emperor of China: delivered by their excellencies Peter de Goyer and Jacob de Keyzer, at his imperial city of Peking wherein the cities, towns, villages, ports, rivers, &c. in their passages from Canton to Peking are ingeniously described by John Nieuhoff; Englished and set forth with their several sculptures by John Ogilby.

## Inhoud
De inhoud van het boek bestaat uit de notities uit het dagboek en de bijbehorende illustraties die Nieuhof bijhield in zijn positie als gezant in de delegatie van Jan de Keizer en Peter de Goyer. Het verslag dat "een bondig werk van alles, 't geen op de reyse was voorgevallen" behelsde alsmede de prenten, werd aan zijn broer Hendrik gegeven tijdens een kort bezoek van Johan aan zijn broer, "om deze Schatten niet aan de woeste Zee en holle golven te betrouwen". Dit manuscript werd uiteindelijk door Hendrik, in samenwerking met de Amsterdamse uitgever en plaatsnijder Jacob van Meurs, gebundeld tot dit boekwerk, waarin zowel het verslag als 150 bijbehorende illustraties in verwerkt waren. De publicatie bestaat uit twee delen.

### Eerste deel: gezantschap

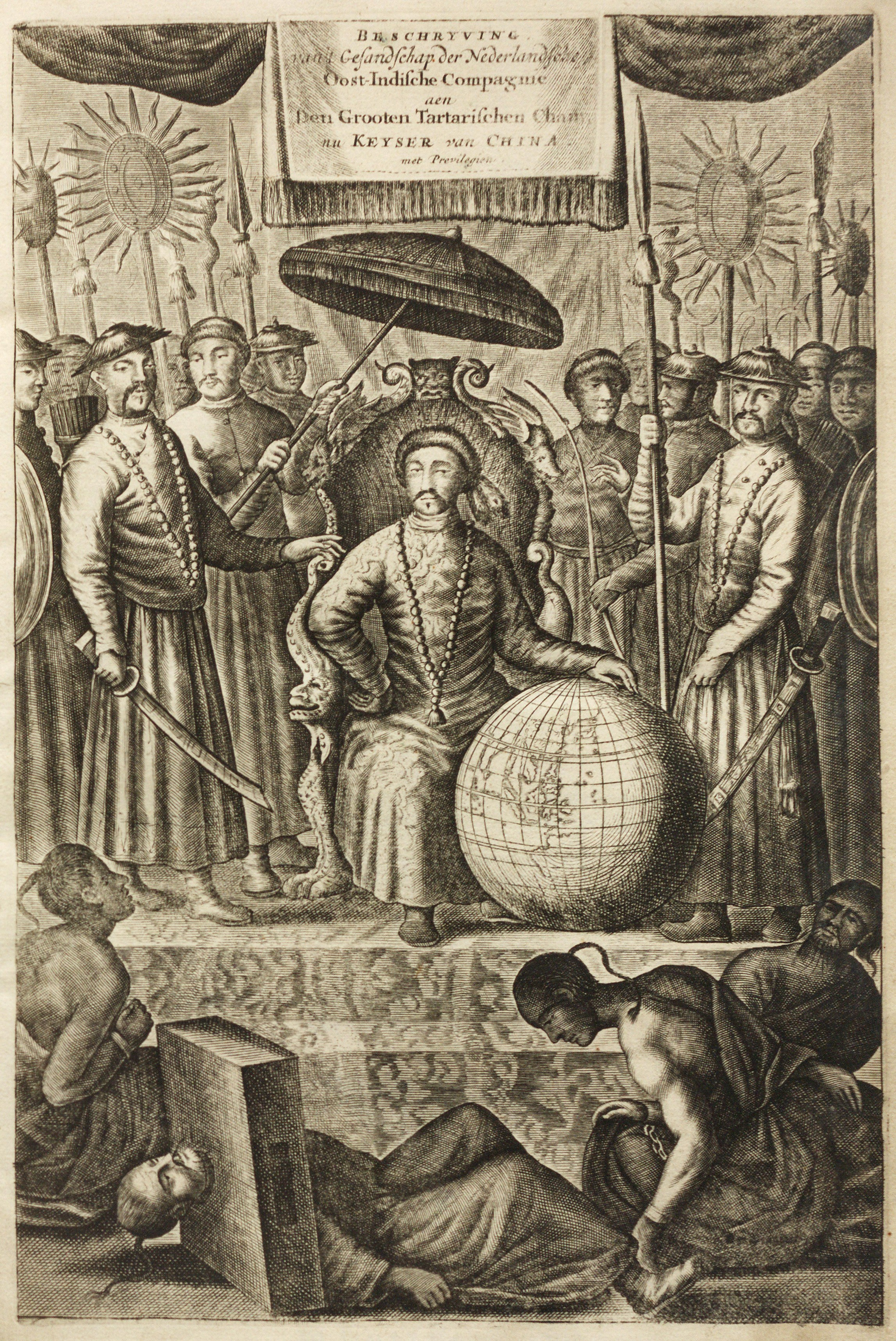
Johan Nieuhof - Titelplaat

Een eerste deel bestaat uit het verslag van het gezantschap aan de Chinese keizer dat een nauwkeurige beschrijving bevat van alles dat het gezantschap passeerde op de reis van Kanton naar Peking en terug.

### Tweede deel: beschrijving van China
Het tweede en grootste deel van het werk bestaat uit een algemene beschrijving van China: het volk, de rituelen en gebruiken, geografische eigenschappen. Hoewel dit niet ongewoon was voor reisverslagen in de desbetreffende tijd, was de inclusie van de "150 afbeeltsels" - in werkelijkheid zijn dit er 149 - wel een ongewone aanvulling, wanneer men dit vergeleek met werken van zijn voorgangers en tijdgenoten, die veelal slechts kaarten of een geringe hoeveelheid afbeeldingen bevatte.

## Belang van het werk
Binnen de 'nieuwe' stroom van informatie over China die ontstond aan het eind de zeventiende eeuw, bestaande uit reisverslagen van handelsmissies, vormde Het Gezantschap een unieke bron. De publicatie van het werk, voorzien van in totaal 149 prenten waarin Nieuhof zijn observaties 'na het leven' zou hebben afgebeeld, markeert een van de eerste punten in de geschiedenis van de literaire chinoiserie waarin illustraties aan te treffen waren die een naar realistische weergave zouden bieden van zowel de uiterlijke kenmerken van het Chinese volk als haar klederdracht. Voorafgaand aan deze periode werd het beeld van de Chinezen in Europa vooral gedomineerd door fantasie-illustraties, die al een aantal eeuwen de ronde deden.
Vooral na 1640 waren er in de Nederlanden verschillende vertaalde reisbeschrijvingen en beschrijvingen van China in druk verschenen, waaronder die van Mendes Pinto (1652), Martini (1660) en Marco Polo (1664), voorzien van fantasie-illustraties. Johan Nieuhof tekende China echter „naar het leven‟ en dat was voor het eerst in Europa.— Arie Pos
Zodoende was Het Gezantschap het eerste werk in een serie bronnen dat trachtte een representatie te geven die niet berustte op fantasieën, maar op de directe observatie van de auteur. Johan Nieuhof was de eerst persoon die persoonlijk geïllustreerde beelden van China aan het Europese volk leverde. Deze nieuwe trend werd snel opgepikt en voortgezet door Athanasius Kircher's China Illustrata (1667) en Olfert Dapper's reisverslag. Het Gezantschap en de werken die in diens voetsporen traden, vervulden de Europese fascinatie voor het exotische en mysterieuze China in een ongekende vorm. Zodoende berustte het Europese beeld van dit verre oord niet meer op de fantasierijke beschrijvingen van Marco Polo of Pinto, maar kreeg men een letterlijke weergave van het Chinese volk aangereikt, die hen gemakkelijk in staat stelde om de plaatsen en mensen waarover zij gelezen hadden te visualiseren. Het werk bood voor het eerst een gedetailleerd en visueel ondersteund ooggetuigenverslag over China, van Kanton tot aan Peking, dat de lezer als het ware aan de hand meevoerde op de desbetreffende reis.
Daarnaast leidden de 150 prenten in de 18e eeuw tot een groei in populariteit van de chinoiserie, een artistieke stroming. Veel kunstenaars en architecten baseerden zich op de prenten in de boeken van Nieuhof. De oorspronkelijke prenten werden door Leonard Blussé van Oud Alblas pas in 1984 teruggevonden in de collectie van prins Roland Bonaparte, een antropoloog die alles over Madagaskar, maar onder andere ook over Lapland en Amerikaanse indianen verzamelde.